# Ahmed Hassan
Ahmed Hassan (arabiska: أحمد حسن), född 2 maj 1975 i Maghagha, är en pensionerad egyptisk fotbollsspelare, mest känd för att vara den man som spelat flest fotbollslandskamper, hela 184 stycken.

## Karriär
Hassan påbörjade sin proffskarriär i Aswan i de lägre divisionerna av Egyptens fotbollsliga. Efter en säsong flyttade han till de mer framgångsrika Ismaily.
När han var 20 år gammal fick han för första gången spela för egyptiska landslaget, i en vänskapsmatch mot Ghana 29 december 1995. Efter att ha imponerat i landslaget under afrikanska mästerskapet 1998, med bl.a. ett mål mot Sydafrika i finalen som man senare vann, gick Hassan till turkiska Kocaelispor. 2000 flyttade han vidare till Denizlispor och 2001 gjorde han sin landsman Abdel Zaher El Sakka sällskap i Gençlerbirliği.
Efter tre framgångsrika säsonger i Turkiet och två finaler i Türkiye Kupası flyttade han till storklubben Beşiktaş.

### RSC Anderlecht
Efter att ha utsetts till afrikanska mästerskapets bäste spelare 2006 blev ett flertal klubbar intresserade av Hassan. Det slutade med att han lämnade Turkiet och gick till belgiska Anderlecht då han valde att inte förlänga kontraktet med Beşiktaş, som löpte ut 2006.
Hassan har spelat en viktig roll för belgarnas anfall och har gjort flera mål på egen hand. Han har sagt att den nuvarande säsongen blir den sista för klubben och att hans familj redan har återvänt till hemlandet.
I januari 2008 utsågs han till den andre bäste spelaren i belgiska ligan.

## Afrikanska mästerskapet i fotboll
Hassan har spelat i sex afrikanska mästerskap för Egypten och vunnit mästerskapet tre gånger. Under afrikanska mästerskapet 2006 blev han utvald till kapten och gjorde fyra mål på sex matcher vilket gjorde gav honom en tredelad andraplats i skytteligan. Han utsågs även till mästerskapets bäste spelare.
Han spelade även afrikanska mästerskapet 2008 då han var med och vann det andra raka guldet för Egypten, som han har spelat över 100 landskamper för.

## Meriter
Beşiktaş
- Turkiska cupen: 2006

Anderlecht
- Jupiler League: 2007
- Belgiska Supercupen: 2007
- Belgiska cupen: 2008

Al-Ahly
- Egyptiska Premier League: 2009, 2010, 2011
- Egyptiska Supercupen: 2008, 2010
- CAF Champions League: 2008
- CAF Super Cup: 2008

Zamalek
- Egyptiska cupen: 2013

Egypten
- Afrikanska mästerskapet
  - Guld: 1998, 2006, 2008, 2010